# Martin Gulyas
Martin Gulyas (ur. 10 lipca 1987) – niemiecki wioślarz.

## Osiągnięcia
- Mistrzostwa Świata Juniorów – Banyoles 2004 – czwórka podwójna – 4. miejsce[1].
- Mistrzostwa Świata Juniorów – Brandenburg 2005 – czwórka podwójna – 2. miejsce[1].
- Mistrzostwa Świata U-23 – Glasgow 2007 – czwórka podwójna – 1. miejsce[1].
- Mistrzostwa Europy – Ateny 2008 – jedynka – 9. miejsce[1].
- Mistrzostwa Europy – Brześć 2009 – jedynka – 7. miejsce[1].